# Anything Goes (Cole Porter-dal)
Az Anything Goes egy dal, amelyet Cole Porter szerzett 1934-es Anything Goes című musicaljéhez. A dal egy része humoros (ám már nem aktuális) szövegeket tartalmaz a világválság korszakában magas társadalmi rétegeket érintő botrányokról és pletykákról. Az egyik rímpár például Sam Goldwyn Nana című filmjével elért hírhedt kereskedelmi bukásáról szól, amelyben Anna Sten is szerepelt. Sten angoljáról azt mondták, hogy mindenki számára érthetetlen, kivéve Goldwynnak, aki Európa ugyanazon részéről jött (Goldwyn valójában Lengyelországból, míg Sten Ukrajnából származott). Egyéb 1930-as évekbeli társadalmi utalások fedezhetőek fel Max Gordon filmproducerről, Evalyn Walsh McLean előkelőségről és a nagy figyelmet kiváltó utazásáról a Szovjetunióba, Lady Mendl belsőépítészről illetve sokan másokról is. A legtöbb modern feldolgozás kihagyja ezeket a szövegeket, és helyettük általános példákat állít a különböző társadalmi felháborodásokkal kapcsolatban.

## Későbbi felvételek

### 1950-1980-as évekig
Frank Sinatra 1955. október 17. és 1956. január 16. között vette fel a dalt a Capitol Records-nál. A dalból készített saját változatát 1956 márciusában tizedik stúdióalbumán, a Songs for Swingin' Lovers!-ön jelentette meg. Szinte vele egy időben január 23. és február 8. között Chris Connor is felvette saját verzióját, majd az Atlantic Records gondozásában saját nevén kiadott első albumán jelent meg. Néhány hónappal később Ella Fitzgerald megjelentette a kettő közül az első feldolgozását a dalból. Ugyanezen év február 7. és március 27. közti időszaka során a Verve Records kiadónál vette fel az Anything Goes-t, majd még abban az évben rákerült az Ella Fitzgerald Sings the Cole Porter Songbook című albumára. Később 1972-ben az Atlantic Records gondozásában adta ki második feldolgozását a dalból az Ella Loves Cole című lemezén. Szintén a Verve-nél Stan Getz és Gerry Mulligan egy hangszeres változatban dolgozták fel a dalt 1957-ben a közös Getz Meets Mulligan in Hi-Fi című albumuk kapcsán. Tony Bennett első alkalommal 1959. február 3-án vagy 5-én vette fel a dalt Count Basie-vel és a férfi zenekarával. Basie kiadójának, a Roulette Records-nak a gondozásában jelent meg a két férfi közös, Basie Swings, Bennett Sings című kiadványán, ami a Strike Up the Band címen is ismertté vált. Még ugyanebben az évben még egy közös albumot kiadott a kettős, amely az In Person! címet kapta, és Bennett kiadójánál jelent meg. Bennett később Lady Gagával is felénekelte a dalt, lásd lentebb.
A Dave Brubeck Quartet is kiadott egy verziót a dalból az 1966-os Anything Goes! The Dave Brubeck Quartet Plays Cole Porter című albumukon, amelyet aztán Dave Brubeck Anything Goes: The Music of Cole Porter című szóló albumán újra kiadtak. A Brubeck Quartet tagjai 1965. december 8. és 1966. február 17. között vették fel saját feldolgozásukat a Columbia Records-nál. 1967-ben a Harpers Bizarre vette fel a dalt, majd kislemezként is megjelentették. Az együttes változata a 43. helyre került a Billboard popdalokat összesítő listáján. A Harpers Bizarre Anything Goes címmel albumot is kiadtak a dal kapcsán még ugyanezen év decemberében. Később 1970-ben az együttes feldolgozását felhasználták William Friedkin The Boys in the Band című filmjében, amely során a film elején lévő készítők listája során hallható az Anything Goes. Majdnem két évtizeddel később a dalt legalább részben lefordították mandarin nyelvre az 1984-es Indiana Jones és a végzet temploma című filmhez, feltehetően John Williams közreműködésével. A dalt Kate Capshaw karaktere, Willie Scott adta elő a film nyitójelenetében. A dalt szinkronúszó táncosokkal, egy Shanghai-ban található éjszakai bár hatalmas kabarészámában adják elő a filmben, amely 1935 körül játszódhat. A dal felkerült a film hivatalos filmzenei albumára is. The song is included on the original film soundtrack.

### 1990-es évektől a jelenig
Susannah McCorkle 1996-os Easy to Love: The Songs of Cole Porter című albumának alkalmából vette fel a dalt. Később az Anything Goes eredeti, musicales változatából több olyan verziót is kiadtak, amely során különböző fellépéseken a szereplők adják elő a dalt. A számos feldolgozás közül kiemelkedik John Barrowman 2003-as West End előadása, amely felkerült az Anything Goes (2003 National Theatre's London Cast Recording) című kiadványra. Sutton Foster a Company-vel szintén feldolgozta a dalt egy 2011-es Broadway előadás keretében, amely aztán helyett kapott az Anything Goes Sondheim Theatre Broadway Cast Recording című lemezen. A Fox csatorna Glee – Sztárok leszünk! című műsorának egyik visszatérő szereplőjeként Lindsay Pearce adta elő a dalt, összevegyítve az Anything You Can Do című dallal, amelyet eredetileg Irving Berlin szerzett az Annie Get Your Gun című musicalhez. Pierce a sorozat harmadik évadának The Purple Piano Project című első részében adta elő a két dalt; az epizódot eredetileg 2011. szeptember 20-án mutatták be. Még aznap éjszaka megjelent az iTunes Store-on és az Amazonon digitális kislemezként is. A kislemez a 185. helyet szerezte meg a brit kislemezlistán. A következő évben Pierce feldolgozása felkerült a Glee: The Music, The Complete Season Three című válogatás albumra. 2012-ben Melanie C vette fel a dalt; majd 2012. szeptember 7-én megjelentette az iTunes Store-on a Stages című albumának bónusz dalaként.

### Tony Bennett és Lady Gaga változata

#### Háttér és felvételek
Tony Bennett és Lady Gaga először 2011-ben találkoztak a színfalak mögött, miután Gaga előadta Nat King Cole Orange Colored Sky című dalát a Robin Hood Alapítvány gáláján New York City-ben. Ezt követően Bennett megkérte Gagát, hogy énekeljen vele egy duettet következő albumán. Végül felvették a The Lady Is a Trampet a férfi Grammy-díjas Duets II című albumára, majd később megerősítették, hogy 2014-ben Cheek to Cheek címmel egy közös dzsesszalbumot fognak kiadni. Habár megkezdték a munkát a projekten, és már 2012 szeptemberében beszéd tárgya volt, végül a felvételek nem kezdődtek el egészen 2013 tavaszáig. Az elhalasztás Gaga csípőműtétjének volt köszönhető, amely miatt Born This Way Ball című turnéjának utolsó koncertjeit is le kellett mondania. A felvételekkel több mint 1 évet töltöttek el New York City-ben, és a két előadó ismeretségi körében szereplő dzsesszzenészek is szerepet kaptak az album munkálatai során. Bennett kvartettje is jelen volt, köztük Mike Renzi, Gray Sargent, Harold Jones és Marshall Wood, illetve Tom Lanier zongorista. Evans mellett Gaga régi barátja és munkatársa, Brian Newman dzsessztrombitás is játszott az albumon a New York-i székhelyű kvintettjével. Joe Lovano tenorszaxofonista és Paul Horn fuvolás is szerepet kaptak a lemezen. A dalokat Bennett és Gaga saját maguk választották ki; a Nagy Amerikai Daloskönyvből válogattak, például az Anything Goest, az It Don't Mean a Thing (If It Ain't Got That Swing)-et, a Sophisticated Lady-t, Lush Life-ot, és a címadó dalt, a Cheek to Cheeket is.
Bennett eredetileg az 1959-es hetedik stúdióalbumára, a Strike Up the Bandre dolgozta fel az Anything Goest, és Gaga 13 éves korában ismerkedett meg a dallal. Gaga azt gondolta, hogy az Anything Goes egy vicces dal, egy „egy igazán szexis, erőteljes hangzással”, és „nagyon jól érezték magukat, mikor együtt énekelték”. A Cheek to Cheeken szereplő verzión Gaga és Bennett egymás között váltogatják a dal sorait, és Bobby Olivier a The Star-Ledgertől úgy vélte, hogy a dal „olyan sima, mint a selyem”. Gaga a szótagokat hangsúlyosan énekli, míg vibratója remekül illeszkedik Bennett karakterisztikus dzsesszvokáljához és swing-jéhez. Olivier hozzátette: „Gaga hangja, amikor megszabadítják a csengőktől és sípoló hangoktól, akkor egyfajta időtlenséget mutat, amely nagyon jól illik ehhez a műfajhoz.” A dal hangszerelését kürtök, cintányérok és szaxofonok adják.

#### Megjelenés és fogadtatás
Bejelentették, hogy az Anything Goes az album első kislemeze, és 2014. július 29-én digitálisan letölthetővé vált az iTunes Store-on, majd vele együtt megjelent a színfalak mögötti felvételeket tartalmazó videóklip is Gaga Vevo csatornáján. A videóban Gaga és Bennett látható a dal felvétele és előadása közben New York City-ben. Steven Klein fényképész készítette az albumborítót, és segített a megjelenés mögötti művészi elképzelések kidolgozásában is. Ő fotózta az Anything Goes borítóját is, amelyen Gaga és Bennett egy újság címlapján látható.
Howard Reich a Chicago Tribune-től pozitívan értékelte a feldolgozást, és azt írta, hogy a videóklip alapján Gagának „jó hangja van”, és Bennett is hozza „szokásos formáját”. Bree Jackson a V magazintól úgy vélte, hogy a dal az eredeti „friss feldolgozása”, illetve Gagának és Bennett-nek sikerült jól feldolgoznia Cole Porter szerzeményét. Az Egyesült Királyságban az Anything Goes a 174. helyen debütált a brit kislemezlistán a 2014. augusztus 9-ével záruló héten. Spanyolországban az első 50 között, pontosabban a 40. helyre tudott felkerülni a PROMUSICAE eladási listáján. Franciaországban nem sikerült az első 100 között nyitnia, és végül a 178. pozíciót szerezte meg a francia kislemezlistán. Az Egyesült Államokban a Billboard dzsessz stílusú dalok eladásait összesítő Jazz Digital Songs listáján az első helyen debütált az Anything Goes, amely Gaga számára karrierje során a második szereplése volt a listán a The Lady is a Tramp után. Bennett számára ez már a 15. slágerlistás dala volt a Jazz Digital Songs-on, és összességében a harmadik elsősége.

#### Közreműködők
- Tony Bennett – fő vokál
- Lady Gaga – fő vokál, zongora
- Cole Porter – dalszerzés
- Brian Newman – trombita
- Joe Lovano – tenorszaxofon
- Paul Horn – fuvola

Az iTunes Store-on fellelhető adatok alapján.

#### Slágerlistás helyezések
| Slágerlista (2014)                                        | Legjobb helyezés |
| --------------------------------------------------------- | ---------------- |
| Belgium (Ultratip Flanders)                               | 53               |
| Belgium (Ultratip Wallonia)                               | 39               |
| Egyesült Királyság (Official Charts Company)              | 174              |
| Egyesült Királyság rádiós lista (Official Charts Company) | 35               |
| Franciaország (Single Top 100)                            | 178              |
| Japán (Billboard Japan Hot 100)                           | 44               |
| Mexikó (Mexico Airplay)                                   | 22               |
| Olaszország (FIMI)                                        | 65               |
| Oroszország (Tophit)                                      | 223              |
| Spanyolország (PROMUSICAE)                                | 40               |
| US Jazz Digital Songs (Billboard)                         | 1                |

## Nevezetes feldolgozások listája
| Előadó(k)                                                     | Évszám | Eredeti megjelenése(k)                                        |
| ------------------------------------------------------------- | ------ | ------------------------------------------------------------- |
| Frank Sinatra                                                 | 1956   | Songs For Swingin' Lovers                                     |
| Chris Connor                                                  | 1956   | Chris Connor                                                  |
| Ella Fitzgerald                                               | 1956   | Ella Fitzgerald Sings the Cole Porter Songbook                |
| Stan Getz és Gerry Mulligan                                   | 1957   | Getz Meets Mulligan in Hi-Fi                                  |
| Tony Bennett (Count Basie-vel és a Count Basie Orchestra-val) | 1959   | Basie Swings, Bennett Sings                                   |
| The Dave Brubeck Quartet                                      | 1966   | Anything Goes: The Dave Brubeck Quartet Plays Cole Porter     |
| Harpers Bizarre                                               | 1967   | 7"-es kislemez, Anything Goes                                 |
| Ella Fitzgerald                                               | 1972   | Ella Loves Cole                                               |
| Kate Capshaw (Mandarin nyelven adta elő)                      | 1984   | Indiana Jones és a végzet temploma (filmzene)                 |
| Susannah McCorkle                                             | 1996   | Easy to Love: The Songs of Cole Porter                        |
| John Barrowman                                                | 2003   | Anything Goes (2003 National Theatre's London Cast Recording) |
| Sutton Foster és Company                                      | 2011   | Anything Goes Sondheim Theatre Broadway Cast Recording        |
| Melanie C                                                     | 2012   | Stages                                                        |
| Lindsay Pearce (Anything Goes / Anything You Can Do)          | 2012   | Glee: The Music, The Complete Season Three                    |
| Tony Bennett és Lady Gaga                                     | 2014   | Cheek to Cheek                                                |

## Populáris kultúrában

### Filmekben
- The Boys in the Band (1970), a Harpers Bizarre előadásában
- A mesterdetektív (1972), Laurence Olivier karaktere hallgatja a dalt pihenés közben
- Indiana Jones és a végzet temploma (1984), Kate Capshaw karakterének előadásában

### Videójátékban
- A Fallout 4 című játék Diamond City rádiócsatornáján is elhangzik a szerző előadásában

### Televízióban
- Saturday Night Live (1976), amikor Elliott Gould volt a műsorvezető, elénekelte a dalt nyitómonológja során
- Glee – Sztárok leszünk! (2011), 3. évad 1. rész: The Purple Piano Project

## Fordítás
- Ez a szócikk részben vagy egészben  az   Anything Goes (Cole Porter song) című angol Wikipédia-szócikk fordításán alapul.  Az eredeti cikk szerkesztőit annak laptörténete sorolja fel. Ez a jelzés csupán a megfogalmazás eredetét és a szerzői jogokat jelzi, nem szolgál a cikkben szereplő információk forrásmegjelöléseként.